# L'Alineació (Israel)
L'Alineació (hebreu: המערך‎, ha-Maarakh) fou una coalició política esquerrana d'Israel establerta el 1965 entre el Mapai i l’Ahdut ha-Avodà, però fou dissolta tres anys després quan aquests dos partits i el Rafi s'uniren per a formar el Partit Laborista Israelià. A les eleccions legislatives d'Israel de 1969 es presentà una nova coalició L'Alineació formada pel Partit Laborista Israelià i el Mapam, que en aquell moment sumaven 63 escons, l'única majoria absoluta que ha tingut un sol grup a la Kenésset.

## La primeraAlineació
La primera Alineació, de nom complet ha-Maarakh Poalé le-Ahdut Érets Yisrael (hebreu: המערך לאחדות פועלי ארץ ישראל, L'Alineació per la Unitat de Treballadors de la Terra d'Israel), va ser una aliança de Mapai i Ahdut ha-Avodà per presentar-se a les eleccions legislatives d'Israel de 1965. La seva formació fou la resposta a la fusió dels dos partits de la dreta d'Israel, Herut i el Partit Liberal per formar Gahal, i per tractar de preservar l'hegemonia de l'esquerra a la política israeliana.
A les eleccions, l'Alineació va obtenir el 36,7% dels vots i 45 dels 120 escons a la Kenésset, suficients per derrotar fàcilment al Gahal, que només havia tret 26, encara que no tants com Mapai havia obtingut a les eleccions de 1951 i de 1959. El líder del partit, Leví Eixkol, va formar un govern de coalició amb el Partit Nacional Religiós, Mapam, liberals independents, Poalé Agudat Israel i dos partits àrabs israelians associats a l'Alineació, Progrés i Desenvolupament i Cooperació i Germandat.
El 23 de gener de 1968 Ahdut ha-Avodà i Mapai es van fusionar amb Rafi (encara que el líder de Rafi, David Ben-Gurion es va negar a unir-se, i va deixar per formar la seva pròpia facció, la Llista Nacional) per formar el Partit Laborista Israelià, i l'Alineació va deixar d'existir.

## La segonaAlineació
El 28 de gener de 1969 el Partit Laborista Israelià va formar una aliança amb el Mapam, que va ser anomenada l'Alineació. L'aliança va obtenir 63 escons, l'única vegada que una facció ha aconseguit tenir una majoria absoluta a la Kenésset. Quan Eixkol va morir el 26 de febrer de 1969, va ser succeït per Golda Meïr, primera i única dona primer ministre d'Israel, fent d'Israel un dels primers països del món que tenia una dona al capdavant del govern.
L'èxit obtingut a la Guerra dels Sis Dies va ajudar a la popularitat del partit, i va portar a la seva àmplia victòria a les eleccions de 1969. Tot i que va perdre la seva majoria, va obtenir el 46,2% dels vots i 56 escons. Meïr va continuar amb un govern d'unitat nacional, incloent Gahal, el Partit Nacional Religiós, el Partit Liberal Independent, Progrés i Desenvolupament i Cooperació i Germandat fins a 1970, quan Gahal va renunciar després que el govern havia decidit, en principi, aprovar el Pla Rogers, encara que en última instància, va decidir no fer-ho. Durant la sessió de la Kenésset, el partit va obtenir un escó quan Meïr Avizohar va desertar de la Llista Nacional.

### 1970
El setè Kenésset també fou testimoni de l'esdeveniment que provocaria la caiguda política del partit. El 6 d'octubre de 1973, els israelians estaven observant el Yom Kippur quan fou llançat un atac per sorpresa d'Egipte i Síria, del que en resultà la Guerra del Yom Kippur. Encara que Israel va recuperar poc després el territori que havia perdut, la guerra va ser considerada com un fracàs per tothom, i el govern fou objecte de fortes crítiques. Fou creada la Comissió Agranat per a examinar les circumstàncies que provocaren la guerra.
Però abans que la comissió publiqués els resultats, se celebraren les eleccions legislatives d'Israel de 1973. La ira contra el govern encara no era significativa, i l'Alineació va obtenir encara el 39,6% dels vots i 51 escons, mentre que Likkud, nou partit majoritari de dretes, va obtenir 39 escons i es mostrava per primer cop com a alternativa seriosa de govern.. Meïr va formar una coalició amb el Partit Nacional Religiós i els liberals independents, però deu dies després, l'1 d'abril de 1974, la Comissió Agranat va publicar els seus resultats. Meïr va dimitir, tot i que l'informe no la feia responsable a ella sinó al seu ministre de defensa, Moixé Dayan.
Isaac Rabin va assumir la direcció del Partit Laborista, superant Ximon Peres en la lluita pel lideratge. Aquesta batalla va conduir a una llarga baralla entre els dos, després que Rabin descrivís Peres, com a intrigant incansable en la seva autobiografia. Rabin va formar un nou govern amb Rats, els liberals independents, Progrés i Desenvolupament i la Llista Àrab per Beduïns i Vilatans, un altre partit àrab israelià associada amb l'Alineació. El Partit Nacional Religiós es va unir a la coalició poc després, encara que la seva arribada va precipitar la sortida del laïcista Rats.
També començaren les divisions internes del partit, com l'escissió del Mapam, de Progrés i Desenvolupament i la Llista Àrab, que havien entrat en l'òrbita de l'Alineació durant el mandat de Rabin. Encara que Mapam va tornar a la unió, els dos partits àrabs van trencar els seus lligams amb el partit, units per crear la Llista Àrab Unida. Dos membres de la Kenésset, Aryeh Eliav i Mordechai Ben-Porat també van abandonar el partit, el primer passa a formar Yaad - Moviment pels Drets Civils i després la Facció Socialista Independent, mentre que aquest últim continuà sent un senador independent.
El 1976 el govern d'Alineació va ser afectat per l'afer Yadlin de transaccions financeres il·legítimes per membres d'alt rang del partit, en particular Asher Yadlin i Avraham Ofer. A l'any següent, Rabin va ser víctima d'un doble escàndol, quan es va revelar que la seva dona Leah tenia un compte bancari en moneda estrangera, il·legal a Israel en aquell moment. L'episodi que va ser conegut com a afer del compte en dòlars. També va prendre la responsabilitat d'una aparent violació del Xabbat en una base de Força Aèria d'Israel. Rabin va dimitir per l'incident anterior, i Peres va assumir el càrrec de primer ministre, poc temps abans de les següents eleccions.
Peres va dirigir el partit en les eleccions de 1977, que va resultar ser un punt d'inflexió històric en la història política d'Israel: per primera vegada l'esquerra van ser derrotada. L'Alineació només va obtenir el 24,6% dels vots, una disminució de més d'un terç, i va recollir només 32 escons. En contrast el Likkud de Menahem Begin va obtenir 43 escons. Begin va ser capaç de formar un govern de coalició de dreta amb Xelomtsiyon (que ràpidament es van fusionar en el Likkud), el Partit Nacional Religiós, Agudat Israel, i Daix. Fins i tot després que Daix es va desintegrar, Begin encara tenia majoria.
Malgrat que la desastrosa Guerra del Yom Kippur va ser un factor en la dura derrota del partit, les acusacions de corrupció i nepotisme (ressaltat per diversos escàndols) i la ira per la presumpció de parcialitat del partit vers els jueus asquenazites sobre els jueus mizrahim també van tenir un paper important en el resultat de les eleccions.
Més vergonyós per a l'Alineació fou l'oferta de Begin del càrrec de ministre d'afers exteriors a Moixé Dayan, tot i que el seu partit no estava en la coalició. Dayan va acceptar l'oferta, i va ser expulsat del partit. Després de seure com a independent, va fundar Telem.
No obstant això, l'Alineació encara tenia un paper important que jugar, ja que ajudà a aprovar els Acords de Camp David i el Tractat de Pau entre Israel i Egipte a la Kenésset. Això era necessari, ja que molts diputats del Likkud s'havien separat per formar partits d'oposició (Un Israel, Rafi - Llista Nacional, Tehiyà i Yosef Tamir com a independent) i diversos altres (incloent-hi Ariel Xaron i Isaac Shamir) es van abstenir en la votació corresponent. Tot i perdre Dayan, el partit va rebre dos exdiputats de Daix, Zeidan Atashi i David Golomb que van abandonar Xinnuy.

### 1980
El partit es va recuperar bé a les eleccions legislatives d'Israel de 1981, ja que va obtenir 36,6% dels vots, una millora de 12% i 47 escons. Tanmateix, Likkud va tenir 48 escons, el que li permetia formar el govern amb l'ajut del petits partits de dretes i religiosos. Rats es va fusionar breument a l'Alineació, però es va separar poc després. No obstant això, al final de la sessió de la Kenésset havia tret més escons més que el seu rival, ja que dos diputats del Likkud havia desertat per unir-s'hi. L'Alineació també va ser impulsat quan els liberals independents s'hi incorporen el 1984.
Amb Peres encara al capdavant del partit, les eleccions de 1984 va resultar en punt mort. Encara que l'Alineació va obtenir 44 escons i Likkud 41, no va poder reunir prou suport dels partits més petits per formar un govern (el partit més gran següent tenia només cinc escons, i dos dels petits partits d'esquerra, Hadaix i Llista Progressista per la Pau. no eren vistos com a potencials socis de la coalició, degut a les seves posicions radicals). Per la seva banda, Likkud es va trobar en la mateixa situació (era impossible treballar amb Kakh). El resultat va ser una gran coalició de l'Alineació, el Likkud, el Partit Nacional Religiós, Agudat Israel, Xas, Moraixà, Xinnuy i Ómets (que més tard es va fusionar amb el Likkud). Amb 97 escons, va ser la coalició més gran en la història política d'Israel, a part dels governs d'unitat nacional.
Peres, i el nou líder del Likkud, Isaac Shamir, van acordar compartir el poder, amb Peres de primer ministre dos primers anys de la legislatura i Shamir els dos últims. Quan es va fer càrrec Shamir, Xinnuy van abandonar la coalició. L'Alineació va acabar la sessió amb sis diputats menys, ja que Mapam es va separar novament, contrari a l'acord de poder compartit amb Shamir. El partit també va perdre un diputat a Rats (Yossi Sarid), i un a Xinnuy (Yitzhak Artzi) i un altre pel nou Partit Àrab Democràtic (Abdulwahab Darawshe), però els va reemplaçar quan els tres de Yahad es van fusionar en l'Alineació.
El resultat de les eleccions de 1988 també va ser ambigu, Likkud va obtenir 40 escons i l'Alineació 39. Es va formar un altre acord de repartiment de poder i la nova coalició comptava amb 97 membres, integrada pel Likkud, l'Alineació, el Partit Nacional Religiós, Xas, Agudat Israel i Déguel ha-Torà.
Peres es va anar significant cada vegada més com partidari d'una pau negociada entre Israel i els àrabs, que inclogués concessions als palestins; tals postures van acabar per provocar que el 1990 Peres fes una oferta per poder governar en solitari a través de la creació d'una coalició de 61 escons amb els ultra-ortodoxos Xas, Agudat Israel i Déguel ha-Torà i els esquerrans Mapam, Rats i Xinnuy. Finalment, l'oferta no va quallar i l'Alineació va ser expulsada de la coalició els últims dos anys del mandat de la Kenésset. El partit també va perdre un escó, Efraim Gur, que va crear la Unitat per a la Pau i Immigració abans d'ingressar al Likkud. L'afer fou conegut a Israel com "el joc brut".
El 7 d'octubre de 1991, l'Alineació es va fusionar formalment amb el Partit Laborista Israelià i va deixar d'existir.

## Resultats electorals
| Elecció | Líder        | Vots         | %    | Escons   | +/– |
| ------- | ------------ | ------------ | ---- | -------- | --- |
| 1965    | Leví Eixkol  | 443.379 (#1) | 36,7 | 45 / 120 | Nou |
| 1969    | Golda Meïr   | 632.135 (#1) | 46,2 | 56 / 120 | 11  |
| 1973    | Golda Meïr   | 621.183 (#1) | 39,6 | 51 / 120 | 5   |
| 1977    | Shimon Peres | 430.023 (#2) | 24,6 | 32 / 120 | 19  |
| 1981    | Shimon Peres | 708.536 (#2) | 36,6 | 47 / 120 | 15  |
| 1984    | Shimon Peres | 724.074 (#1) | 34,9 | 44 / 120 | 3   |
| 1988    | Shimon Peres | 685.363 (#2) | 30,0 | 39 / 120 | 5   |